# Hogna subtilis
Hogna subtilis este o specie de păianjeni din genul Hogna, familia Lycosidae. A fost descrisă pentru prima dată de Bryant în anul 1942.
Este endemică în Virgin Is.. Conform Catalogue of Life specia Hogna subtilis nu are subspecii cunoscute.